# 妻のさけびシリーズ
『妻のさけびシリーズ』（つまのさけびシリーズ）は、1983年から1985年にテレビ朝日系「土曜ワイド劇場」で放送されたテレビドラマシリーズ。全2回。主演は水沢アキ。

## キャスト
第1作『団地妻のさけび』（1983年）
- 浅谷幸子（団地に住む主婦） - 水沢アキ
- 浅谷陽二（省一の弟・CMプロデューサー） - 大和田獏
- 平沼謙三（幸子の元同僚） - 小坂一也
- 溝口香（溝口の妻） - 金沢碧
- 溝口勇平（省一の上司） - 石濱朗
- アナウンサー - 三浦智和
- 浅谷省一（幸子の夫） - 中山仁
- 木村元、沼崎悠、夏樹レナ、北見敏之、星野晶子、橘雪子、吉沢由起、平沢智子、土屋雄二、門脇三郎、小坂明央、中平哲仟、野川愛、にっかつ芸術学院

第2作『オフィス妻のさけび』（1985年）
- 奈津子（OL） - 水沢アキ
- 三沢貴子（三沢の妻） - 山口果林
- 長谷レイコ（奈津子の同僚） - 松本ちえこ
- 奈津子の同僚 - 室井滋
- 奈津子の母 - 丹阿弥谷津子
- 藤倉千枝子（奈津子の上司） - 宮下順子
- 山崎（部長） - 高橋昌也
- 三沢（課長・奈津子の上司） - 山口崇
- 勝部演之、鶴田忍、松井きみえ、三上アイ、玉城るみ子、熊谷雄二、坂口進也、吉村よう、鵜飼貴子、古崎賀生、山本千浪、長岡英治、熊倉夏子、佐々木優次、宮崎和香絵、山田慎三、熊田美幸、湯浅弘和、秋田由美子、出崎慶治、山田陽子、松本哲雄、小船艶子、石巻伸吾、梅原香洋美、千田卓央、鈴木優美、吉良希世子、助川明美、馬場美恵子、広川幸恵、大槻尚子、小野かえで、中原潤、門脇三郎、築地博、鈴木勝、服部多香子、藤田龍美、西田ゆかり、にっかつ芸術学院

## スタッフ
- 原作 - 夏樹静子『殺さないで』（『影の鎖』所収・第1作）
- 脚本 - 岡本克己、原教子
- 監督 - 藤井克彦、小沼勝
- 音楽 - 石川鷹彦（第1作）
- プロデューサー
  - 第1作 - 秋山みよ、塙淳一
  - 第2作 - 沖野晴久、白崎英介
- 制作 - テレビ朝日、日活撮影所

## 放送日程
| 回数 | 放送日        | タイトル                                                   | 脚本     | 監督   |
| ---- | ------------- | ---------------------------------------------------------- | -------- | ------ |
| 1    | 1983年7月23日 | 団地妻のさけび 結婚五年目の破局! セールスマンに抱かれた私… | 岡本克己 | 原教子 |
| 2    | 1985年5月25日 | オフィス妻のさけび 超高層ビルから死の投身!? 過去を買った女 | 藤井克彦 | 小沼勝 |